# Miquel Costa i Llobera

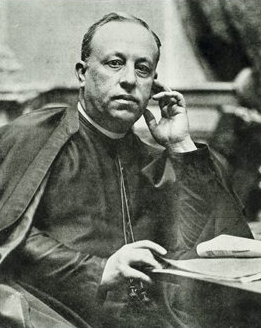
Miquel Costa i Llobera

Miquel Costa i Llobera (* 10. März 1854 in Pollença; † 16. Oktober 1922 in Palma) war ein spanischer Dichter und römisch-katholischer Priester katalanischer Sprache.

## Leben
Miquel Costa i Llobera wurde in Pollença als Sohn einer begüterten Familie, der unter anderem das Landgut Formentor gehörte, geboren. Sein Abitur legte er auf dem Gymnasium Instituto de Palma in Palma ab. Einer seiner Lehrer war Josep Pons i Gallarza.
Es folgte ein Studium der Rechtswissenschaften in Barcelona. Hier suchte er den Kontakt zu Pionieren der katalanischen Renaixença, darunter Marià Aguiló und Antoni Rubió i Lluch. Sein Studium führte ihn auch nach Madrid, eine Reise nach Paris. In dieser Zeit wandte er sich der Poesie zu und verfasste romantische Werke, in denen er insbesondere Landschaft und Natur zu zentralen Aspekten machte. Zudem befasste er sich mit Klassikern der Literatur wie Horaz und Vergil. Außerdem erlernte er schon in jungen Jahren Sprachen. Neben Katalanisch und Spanisch beherrschte er Latein und konnte auch Französisch und Italienisch lesen. Auf eigene Faust beschäftigte er sich auch mit Altgriechisch und Deutsch und versuchte sogar Schillers Tragödien auf Deutsch zu lesen.
1874 erhielt er einen Preis bei den Jocs Florals. 1875 schrieb der junge Dichter sein bekanntestes Gedicht, Lo pi de Formentor (deutsch: Die Pinie von Formentor), eine Ode in  alexandrinischen Versen, die ursprünglich auf Katalanisch und später auf Spanisch veröffentlicht wurde.
Costa i Llobera empfand eine religiöse Berufung und studierte von 1885 bis 1890 an der Päpstlichen Universität Gregoriana in Rom. Dort empfing er auch die Priesterweihe und wurde zum Dr. theol. promoviert. Auch in Rom verfasste er Gedichte, wobei er diesmal in Spanisch und nicht in Katalanisch schrieb.
1894 und 1895 gehörte er einem sich wöchentlich in Palma de Mallorca treffenden, von Josep M. Quadrado geleiteten literarischen Zirkel an. Nach dessen Tod besuchte er einen Zirkel im Haus von Joan Alcover. Er trug hier auch eigene Werke vor.
1900/1901 schrieb er das Gedicht La deixa del geni grec (deutsch: Das Erbe des griechischen Genies). Es erzählt die Geschichte einer Gruppe Griechen, die vor Jahrtausenden auf Mallorca landeten. Sie werden von den einheimischen Schleuderkrieger-Stämmen in Ses Païsses gefangen genommen, die sie an den Talaiots opfern wollten. Außerdem wird hier eine der bekanntesten Figuren von Costa i Llobera vorgestellt: die einheimische Sybille Nuredduna. Dieses epische Gedicht wurde später in eine Oper umgewandelt.

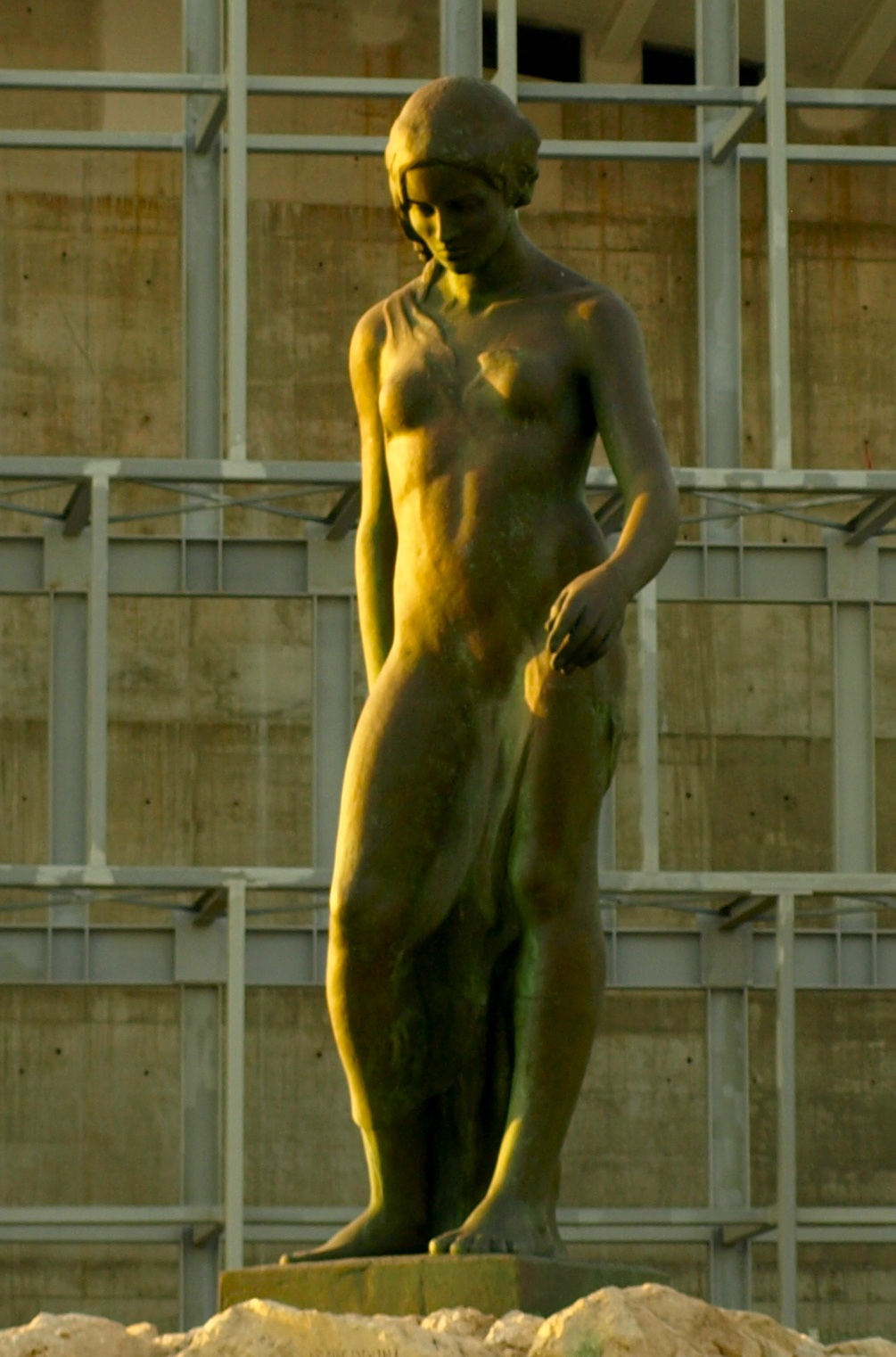
Statue von Nuredduna, von Remigia Caubet, zu Ehren des Dichters in Palma de Mallorca.

1904 hielt er im Ateneu in Barcelona die Rede La forma poètica (deutsch: Die poetische Form). Anlässlich der Einweihung von Antoni Gaudí restaurierter Werke in der Kathedrale von Palma. Als Vorsitzender leitete er die Jocs Florals (deutsch: Blumenspiele) von Mallorca, sowie zwei Jahre danach in Barcelona den gleichnamigen Literaturwettbewerb.
1906 veröffentlichte er seine wichtigste Gedichtsammlung mit dem Namen Horacianes (deutsch: Gedichte im Stil von Horaz). Diese Horacianes waren daher eine Reihe von Gedichten, die dem lateinischen Dichter Horaz gewidmet waren. Miquel Costa widmete sich präzise der sorgfältigen Verwendung von klassischen poetischen und literarischen Formen, um in katalanischer Sprache die Versformen der antiken griechischen und römischen Dichtung nachzubilden. Das Buch wurde in Katalonien sehr gut aufgenommen und auch von spanischen Kritikern wie Marcelino Menéndez y Pelayo gelobt, der die metrischen Innovationen des Dichters pries und so weit ging, seine Verse als „würdig, zu den besten zu gehören, die heute in Spanien geschrieben werden“ zu bezeichnen.
1907 unternahm Costa i Llobera eine Pilgerreise nach Palästina. Die Eindrücke der Reise verarbeitete er in seinem Werk Visions de Palestina. Im Jahr 1909 erfolgte seine Ernennung zum päpstlich beauftragten Domherren der Kathedrale von Palma. 1918 beauftragte ihn die Acadèmia de la Llengua Catalana, einen Nachruf auf den ebenfalls aus Pollença stammenden Dichter Ramon Picó i Campamar zu verfassen.
1919 starb sein Vater. Das Landgut Formentor wurde unter den Erben aufgeteilt und später verkauft. Miquel Costa trat das Haus in der Calle de Moliners ab und zog in das Gebäude Calle del Estudi General in der Nähe der Kathedrale. 1922 verstarb er während einer Lobrede auf Sankt Therese auf der Kanzel der Klosterkirche der Theresienschwestern in der Rambla de Palma. Er wurde in der Pfarrkirche von Pollença bestattet.

## Ehrungen
Im Jahr 1902 wurde er zum Mestre en Gai Saber (deutsch: Meister in der Kunst des Dichtens) ernannt. In Palma de Mallorca wurde er öffentlich geehrt. Die Ehrung nahm Mateu Obrador vor.
In Pollença wurde die Straße Carrer Costa i Llobera nach ihm benannt.
Zu seinem 50. Todestag wurde 1972 in Palma de Mallorca eine vier Meter hohe, von Remigia Caubet geschaffene Skulptur aufgestellt, die die Sybille Nuredduna aus Costa i Lloberas Gedicht La deixa del geni grec darstellt.
In Erinnerung an den hundertsten Todestag des Dichters genehmigte das Rathaus von Pollença, dass das Jahr 2022 als Any Costa i Llobera ausgerufen wird. In Barcelona gibt es die Jardins de Mossèn Costa i Llobera.
Am 3. Februar 2025 wurde ein Asteroid nach ihm benannt: (397800) Costaillobera.

## Seligsprechungsverfahren

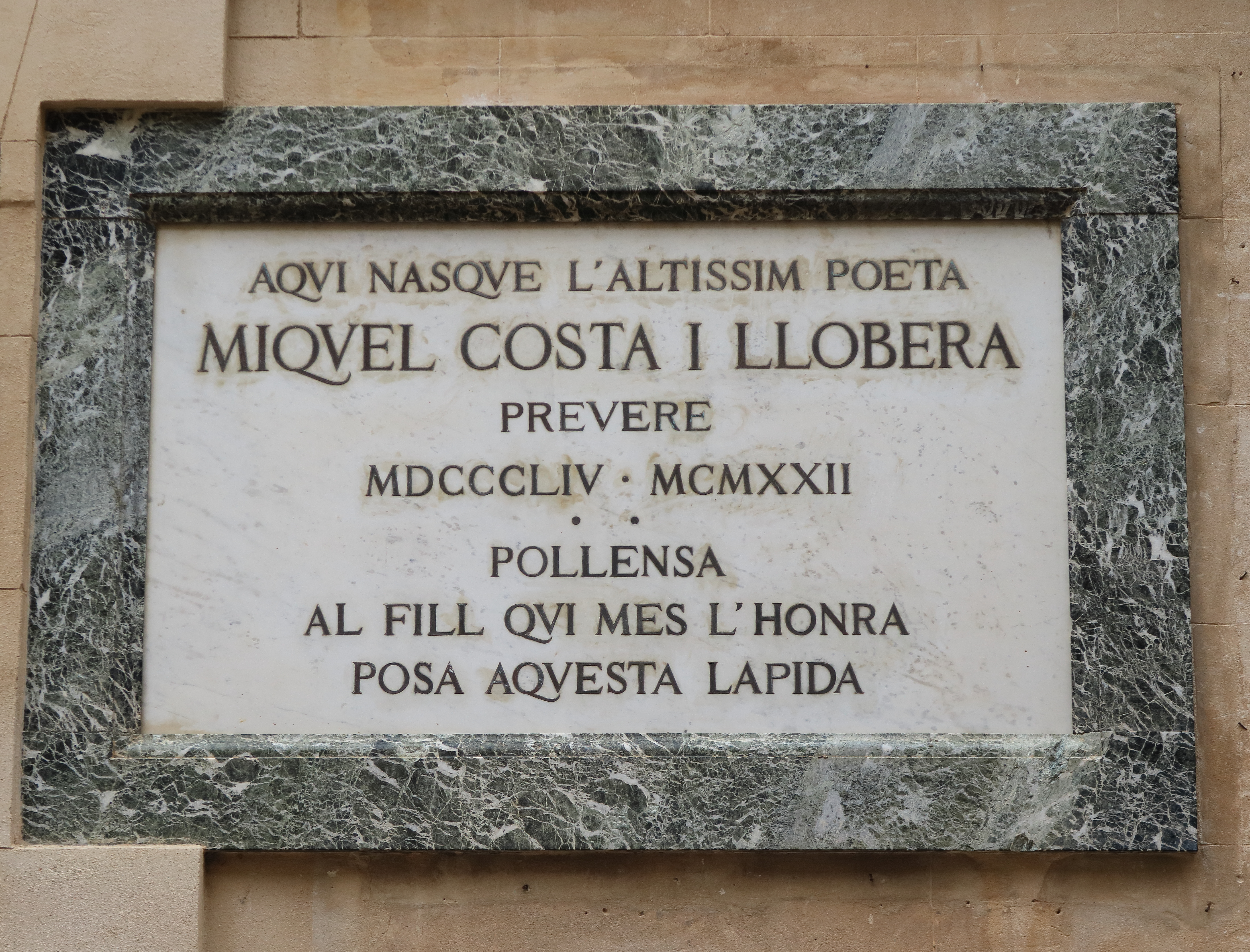
Pollença, Costa i Llobera Haus

Für Miquel Costa i Llobera wurde das Seligsprechungsverfahren eingeleitet und nach dem diözesanen Informationsprozess nach Rom überstellt. Am 19. Januar 2023 erkannte ihm Papst Franziskus den heroischen Tugendgrad zu.

## Werke (Auswahl)
- El Pi de Formentor, 1875[6]
- Oda a Horaci, 1885
- Poesies, Gedichtband auf Katalanisch, 1885
- De l'agre de la terra, Gedichtband auf Katalanisch, 1897
- Líricas, Gedichtband auf Spanisch, 1899
- Tradicions i fantasies, Gedichtband auf Katalanisch, 1903
- Horacianes, Gedichtband auf Katalanisch, 1906
- Visions de Palestina, Gedichtband auf Katalanisch, 1908